# 性 (書本)
《性》（英語：Sex）是美國女歌手瑪丹娜的一本限制級咖啡桌書籍，由知名時尚攝影師Steven Meisel拍攝，並由美國Hachette Book、Maverick和Callaway Books在1992年10月21日發行。
《性》發行於瑪丹娜第五張錄音室專輯《情慾》（英語：Erotica）的第二天，並夾帶一張單曲CD，曲目名稱為〈Erotic〉，為專輯同名單曲〈情慾〉的另一版本。
《性》於發行第一天就在美國賣出超過15萬冊，一個禮拜賣出超過50萬冊，並連續三週登上《紐約時報》暢銷書排行榜榜首。